# Michael Reilly Burke
Michael Reilly Burke (ur. 27 czerwca 1964 w hrabstwie Marin w Kalifornii) – amerykański aktor telewizyjny i filmowy, najlepiej znany jako Kevin z serialu ABC Family Lincoln Heights. Ukończył Marin Catholic High School (1982). Grał postać Rexa Van De Kampa, pierwszego męża Bree, ojca Andrew i Danielle w pilocie serialu Gotowe na wszystko, kiedy Steven Culp okazał się niedostępny dla twórcy serialu Marca Cherry. 

## Filmografia

### seriale TV
- 1993: Star Trek: Następne pokolenie jako Goval
- 1993: Melrose Place jako Fred Linquist
- 1993: Gdzie diabeł mówi dobranoc jako David Beale
- 1994: Pamiętnik Czerwonego Pantofelka jako niechętna sympatia
- 1994: SeaQuest jako Commando
- 1994: Star Trek: Stacja kosmiczna jako Hogu
- 1995: Ziemia 2 jako przyszłość Ulissesa
- 1995–1996: Gwiezdna eskadra jako Krzemian / kpt. John Oakes
- 1995–2003: Nowojorscy gliniarze jako James Carlin / Harry Benson
- 1996: Diagnoza morderstwo jako Kyle Harding
- 1996: Central Park West jako Tyler Brock
- 1997: Podróż do Ziemi Obiecanej jako Steve Dunbar
- 1998: Beverly Hills, 90210 jako Jeff Stockmann
- 1998: Kameleon jako Harold 'Harry' Kincaid
- 1998: Ally McBeal jako pan Wells
- 1993: Ich pięcioro jako A.D.A. Fellows
- 1999: Mroczne dziedzictwo jako Jeffrey Sandor
- 1999: Powrót do Providence jako Brady Pullman
- 2000: Czarodziejki jako Kupidynek
- 2000: Sprawy rodzinne jako Matt McClendon
- 2001: Na starcie jako Dan Gaynor
- 2001: Magiczny amulet jako oficer Carl Vard
- 2001–2004: JAG jako komandor Adam Kohler / porucznik komandor Jay Pagano
- 2002: Lekarze marzeń jako
- 2003: Dowody zbrodni jako Eric Whitley
- 2004: Życie na fali jako Tom Willington
- 2004: Kancelaria adwokacka jako detektyw Kevin McCarley
- 2004: CSI: Kryminalne zagadki Las Vegas jako Bailey Coombs
- 2004: Star Trek: Enterprise jako Koss
- 2005: Jordan w akcji jako agent FBI Sullivan
- 2004: Prezydencki poker jako Bill Brewer
- 2004: Gotowe na wszystko jako Rex Van De Kamp
- 2005: Agenci NCIS jako Frank Connell
- 2005: Prawdziwe powołanie jako Russell Marks
- 2006: Bez śladu jako Don McGraw
- 2006: CSI: Kryminalne zagadki Miami jako Daniel Wells
- 2006: Herosi jako detektyw
- 2007: Krok od domu jako Carl Middleton
- 2007: 24 godziny jako Bruce Carson
- 2004: Shark jako Stuart Buckner
- 2007–2008: Lincoln Heights jako Kevin Lund
- 2009: Eli Stone jako Clayton Wells
- 2009: Castle jako Frank Nesbit
- 2009: Ostry dyżur jako Dick White
- 2009: Bezimienni jako Coach Flynn
- 2009: CSI: Kryminalne zagadki Nowego Jorku jako dr Harvey Fuller
- 2009: Agenci NCIS: Los Angeles jako Malcolm Tallridge
- 2010: Prywatna praktyka jako Simon McConnell
- 2010: Zabójcze umysły jako agent Grady Beeks
- 2011: Gliniarz z Memphis jako Miles Ahomana / Miles Hart
- 2011: Jej Szerokość Afrodyta jako Steve Vaught
- 2011: Główny podejrzany jako szef Joe Kobolsnik
- 2011: Partnerki jako Doug Roenick
- 2012: Zemsta jako
- 2012: Mentalista jako Andrew Kellogg
- 2012: Breakout Kings jako Ken
- 2012: Hawaii Five-0 jako Andrei Shepkin
- 2012–2013: Vegas jako D.A. Jerry Reynolds
- 2013: Chirurdzy jako pan Finch
- 2013: Tożsamość szpiega jako Peter Mallard
- 2014–2015: Niewierni jako Daniel Harper
- 2015: Kości jako Luke Nicholson
- 2015: Backstrom jako Donald Sampson
- 2015: W garniturach jako Teddy
- 2015–2016: Shameless – Niepokorni jako Theo Wallace
- 2017: Agenci NCIS: Nowy Orlean jako generał John Walsh
- 2017: Sposób na morderstwo jako Louis Lindgren
- 2018: W garniturach jako Teddy
- 2018: Zabójcza broń jako Sean O’Brien

### filmy fabularne
- 1996: Marsjanie atakują! jako reporter GNN
- 2002: Ted Bundy jako Ted Bundy
- 2009: The Collector jako Michael Chase